# Pieperberg
Pieperberg ist die Bezeichnung eines 470 m ü. NHN hohen Berges südlich vom Schwengskopf beim Stadtteil Hasserode von Wernigerode im Harz. Der Berg wurde vermutlich nach einer Familie Pieper benannt.
1407 wurde er als de Pieperbergk erstmals urkundlich erwähnt. 1730 wird hier ein altes Bergwerk genannt.
Am Fuß des Berges befindet sich der Piepergrund, der am Bahnübergang der Harzquerbahn über die Bielsteinchaussee von letzterer abzweigt und nördlich den Pieperberg hinaufführt. Durch den Piepergrund führt ein markierter Wanderweg, der u. a. zum Kuhborn oder zu Mönchsbuche führt.